# Axel Borchgrevink
Axel Juell Borchgrevink, född 20 december 1838 i Vang, död 28 januari 1902 i Skien, var en norsk ingenjör. 
Borchgrevink genomgick Polytechnikum i Karlsruhe, var från öppnandet den 1 maj 1861 intill sin död driftsbestyrer vid Norsjø-Skienkanalen, under en följd av år tillika flottningsinspektör i Skiensvassdraget samt från öppnandet av Bandak-Norsjøkanalen 1892 overbestyrer även för denna, liksom han hade väsentlig andel i byggandet av Drammen-Skienbanen. Han inlade sig härigenom stor förtjänst av Skiens och Bratsberg amts ekonomiska utveckling. Han deltog verksamt i Skiens kommunala liv och var under flera år ordförande i bystyret. 
Borchgrevink publicerade tillsammans med Hans Nysom och Gunnar Sætren Haandbog i norsk flødningsvæsen (Kristiania 1889).